# Башкирски језик
Башкирски језик (башк. башҡорт теле, слушајⓘ) је туркијски језик којим се служе Башкири. Заједно са руским, званични је језик у Башкортостану, аутономној републици.

## Дијалекти
Савремени башкирски језик поседује три дијалекта: северозападни, источни (кувакански) и јужни (јурматински).

## Писмо
Башкирска књижевност је до 1923. године стварана на најпре чагатајском, а потом и турки језику. Оба језика су се писала арапским писмом. 1923. почиње стварање башкирског књижевног језика, који се користи арапским писмом до 1930. када га замењује латиница. У зиму 1938. године, латиницу замењује модификована руска ћирилица: на 33 заједничка додато је 9 нових слова. Башкирска ћирилица је фонетско писмо.
|     |     |     |     | Ғ ғ |     | Ҙ ҙ |     |
| Ё ё |     |     |     | Й й |     | Ҡ ҡ |     |
|     |     | Ң ң |     | Ө ө |     |     |     |
| Ҫ ҫ |     |     | Ү ү |     |     | Һ һ |     |
|     |     | Щ щ | Ъ ъ | Ы ы | Ь ь | Э э | Ә ә |
| Ю ю | Я я |     |     |     |     |     |     |

## Изговор
Већем делу слова башкирске ћирилице одговарају исти гласови као и у српском језику, са разликом у изговору графеме в – у српском се изговара , а у башкирском  или  у позајмљеницама. Изговор графема о се такође разликује: у српском се изговара , а у башкирском . Башкирски језик има 13 гласова (и одговарајућих слова) који не постоје у савременом српском језику:
| Слова: | Ғ | Ҙ | Ҡ | Ң | Ө | Ҫ | Ү | Һ | Щ | Ъ | Ы | Ь | Ә |
| МФА:   |   |   |   |   |   |   |   |   |   |   |   |   |   |